# Austrodecus latum
Austrodecus latum là một loài nhện biển trong họ Austrodecidae. Loài này thuộc chi Austrodecus. Austrodecus latum được miêu tả khoa học năm 1991 bởi Stock.